# Röplabda a 2017. évi nyári európai ifjúsági olimpiai fesztiválon
A 2017. évi nyári európai ifjúsági olimpiai fesztivál röplabda mérkőzéseit Győrben, július 24. és 29. között rendezték. A férfi és a női mérkőzéseknek is egyaránt a Széchenyi István Egyetem sportcsarnoka adott otthont.

## Eseménynaptár
| 1–3 | A csoportkör fordulói | Ed. | Elődöntők (1.-4. és 5.-8. helyezettek) | H | Helyosztók |

| Július      | 24 | 25 | 26 | 27 | 28  | 29 |
| ----------- | -- | -- | -- | -- | --- | -- |
| Férfi torna | 1. | 2. | 3. |    | Ed. | H  |
| Női torna   | 1. | 2. | 3. |    | Ed. | H  |

## Összesített éremtáblázat
| A 2017. évi nyári európai ifjúsági olimpiai fesztivál összesített éremtáblázata röplabdában | A 2017. évi nyári európai ifjúsági olimpiai fesztivál összesített éremtáblázata röplabdában | A 2017. évi nyári európai ifjúsági olimpiai fesztivál összesített éremtáblázata röplabdában | A 2017. évi nyári európai ifjúsági olimpiai fesztivál összesített éremtáblázata röplabdában | A 2017. évi nyári európai ifjúsági olimpiai fesztivál összesített éremtáblázata röplabdában | Olimpia  |
| ------------------------------------------------------------------------------------------- | ------------------------------------------------------------------------------------------- | ------------------------------------------------------------------------------------------- | ------------------------------------------------------------------------------------------- | ------------------------------------------------------------------------------------------- | -------- |
|                                                                                             | Ország                                                                                      | Arany                                                                                       | Ezüst                                                                                       | Bronz                                                                                       | Összesen |
| 1.                                                                                          | Olaszország                                                                                 | 2                                                                                           | 0                                                                                           | 0                                                                                           | 2        |
| 2.                                                                                          | Fehéroroszország                                                                            | 0                                                                                           | 1                                                                                           | 0                                                                                           | 1        |
|                                                                                             | Franciaország                                                                               | 0                                                                                           | 1                                                                                           | 0                                                                                           | 1        |
| 4.                                                                                          | Oroszország                                                                                 | 0                                                                                           | 0                                                                                           | 2                                                                                           | 2        |
|                                                                                             |                                                                                             |                                                                                             |                                                                                             |                                                                                             |          |
| Összesen                                                                                    | Összesen                                                                                    | 2                                                                                           | 2                                                                                           | 2                                                                                           | 6        |

## Érmesek

### Férfi torna
| A 2017. évi nyári európai ifjúsági olimpiai fesztivál érmesei férfi röplabdában | A 2017. évi nyári európai ifjúsági olimpiai fesztivál érmesei férfi röplabdában | A 2017. évi nyári európai ifjúsági olimpiai fesztivál érmesei férfi röplabdában | A 2017. évi nyári európai ifjúsági olimpiai fesztivál érmesei férfi röplabdában |
| ------------------------------------------------------------------------------- | ------------------------------------------------------------------------------- | ------------------------------------------------------------------------------- | ------------------------------------------------------------------------------- |
| Arany                                                                           | Ezüst                                                                           | Bronz                                                                           |                                                                                 |
| Olaszország                                                                     | Franciaország                                                                   | Oroszország                                                                     |                                                                                 |

### Női torna
| A 2017. évi nyári európai ifjúsági olimpiai fesztivál érmesei női röplabdában | A 2017. évi nyári európai ifjúsági olimpiai fesztivál érmesei női röplabdában | A 2017. évi nyári európai ifjúsági olimpiai fesztivál érmesei női röplabdában | A 2017. évi nyári európai ifjúsági olimpiai fesztivál érmesei női röplabdában |
| ----------------------------------------------------------------------------- | ----------------------------------------------------------------------------- | ----------------------------------------------------------------------------- | ----------------------------------------------------------------------------- |
| Arany                                                                         | Ezüst                                                                         | Bronz                                                                         |                                                                               |
| Olaszország                                                                   | Fehéroroszország                                                              | Oroszország                                                                   |                                                                               |